# Scandia (gênero)
- Commons
- Wikispecies

Scandia é um género botânico pertencente à família Apiaceae.

## Espécies
O gênero Scandia possui 1 espécies reconhecidas atualmente.
- Scandia geniculata (G. Forst.) J.W. Dawson